# Paul Schlenther
Paul Schlenther (Černjachovsk, 20 agosto 1854 – Berlino, 30 aprile 1916) è stato un critico teatrale, regista teatrale e drammaturgo tedesco.

## Biografia
Figlio di un farmacista, Emil Schlenther, e sua moglie Ehefrau Leonide geb. Freiin v. Buttlar che frequentò la scuola superiore a Insterburg e il ginnasio di Kneiphöfische a Königsberg. Studiò letteratura e storia tedesca a Strasburgo con Wilhelm Scherer e Erich Schmidt. Schlenther finì gli studi nel 1880 con Heinrich Adalbert von Keller a Tubinga, con la tesi su Luise Adelgunde Victorie Gottsched, stampato nel 1886.
Dal 1881 al 1882 si occupò principalmente di articoli letterari e critiche teatrali. Dal 1883 al 1884 fu direttore della Deutsche Literatur-Zeitung. Diventò famoso nel 1883 con la sua critica giubilare intitolata Botho von Hülsen und seine Leute.
Fu uno dei pionieri del naturalismo, e dal 1886 al 1898 fu il successore di Theodor Fontane come critico teatrale presso il Vossische Zeitung. Fu influenzato dalle opere di Henrik Ibsen e Gerhart Hauptmann.
Insieme a Otto Brahm, Maximilian Harden e altri, fondò la Freie Bühne nel 1889. Dal 1898 al 1910 Schlenther era direttore del Burgtheater di Vienna; nel 1905, diresse la tragedia Don Carlos di Friedrich Schiller, distribuito in due serate. Dopo di che, è stato critico teatrale per il giornale quotidiano di Berlino fino alla morte. Paul Schlenther era sposato con l'attrice Paula Conrad (1860-1938). La sua tomba è situata Urnenfriedhof Gerichtsstraße.

## Opere
- Frau Gottsched und die bürgerliche Komödie. Ein Kulturbild aus der Zopfzeit (1886)
- Botho von Hülsen und seine Leute. Eine Jubiläumskritik über das Berliner Hofschauspiel. Berlin, 1883
- Wozu der Lärm? Genesis der Freien Bühne. Fischer, Berlin 1889
- Gerhart Hauptmann. Leben und Werke. Fischer, Berlin 1898
- Der Frauenberuf im Theater. Taendler, Berlin 1895
- Die Thaten des Meisters Josef Lewinsky im k. k. Hofburgtheater. Fromme, Wien 1898
- Bernhard Baumeister. Konegen, Wien 1902
- Adolf von Sonnenthal. Fünfzig Jahre im Wiener Burgtheater 1856-1906. Spamer, Leipzig 1906
- Der Verein Berliner Presse und seine Mitglieder 1862 – 1912. Zum fünfzigjährigen Bestehen nach Sitzungsprotokollen und Jahresberichten. Bondi, Berlin 1912
- Zwischen Lindau und Memel während des Krieges. Fischer, Berlin 1915
- Theater im 19. Jahrhundert. Ausgewählte theatergeschichtliche Aufsätze. Selbstverl. der Ges. für Theatergeschichte, Berlin 1930